# Hutt Verlag
Der Hutt Verlag war ein 1988 von Stephan Hutt gegründeter Verlag für Lernhilfen in Stuttgart-Degerloch.

## Geschichte
Nach dem Studium an der Hochschule für Medien in Stuttgart im Bereich Pressetechnik und Verlagswirtschaft arbeitete Hutt für den Motor Presse Verlag in Stuttgart als Grafiker, später als Chef vom Dienst für die Südwestdeutsche Verlagsgesellschaft in Mannheim. Der Schritt in die Selbstständigkeit erfolgte zunächst als Redaktionsbüro, aus dem der Hutt Verlag hervorging. 
Der Verlag ist auf Übungs- und Prüfungsaufgaben von der Grundschule bis zur Realschule spezialisiert. Sonderpublikationen zum Thema Bewerbung, Ausbildung und Beruf ergänzen das Verlagsprogramm.
Zum 1. Januar 2012 verkaufte Hutt den Verlag an die Bergmoser + Höller Verlag AG mit Sitz in Aachen.